# Святі з нетрів
«Святі з Бундока» (англ. The Boondock Saints) — американський кримінальний трилер режисера та сценариста Троя Даффі, що вийшов в прокат 4 серпня 1999 року. Католики ірландського походження, брати Коннор та Мерфі МакМанус стають лінчувателями після вбивства двох членів російської мафії. Отримавши послання від Бога, брати об'єднуються зі своїм другом Девідом Делл Рокко, щоб очистити своє рідне місто від криміналу та зла, проте їх весь час переслідує агент ФБР Пол Смекер (Вільям Дефо).
Даффі стверджує, що на створення сценарію його наштовхнув особистий досвід, отриманий під час проживання у Лос-Анджелесі. Фільм був показаний лише у п'ятьох кінотеатрах за один тиждень і отримав слабкі критичні відгуки. Думки глядачів розділилися, і в результаті фільм, навколо якого розвинувся справжній культ, отримав негативну реакцію частини глядачів і критиків, які назвали його таким, що не заслуговує статусу культового. Суперечливій популярності фільму, ймовірно, сприяли зусилля Blockbuster Video, який рекламував його як «Ексклюзивний блокбастер». Епізод з фінальних титрів, де мешканців Бостона запитують «святі — добро чи зло?», був знятий Марком Браєном Смітом, співрежисером «Напередодні ввечері», документального фільму про створення «Святих з нетрів», і самим Троєм Даффі.

## Сюжет
|  | Вони виконують місію Господа |

Початкові сцени фільму відбуваються в церкві. Два брати – Коннор (Шон Патрік Фланері) та Мерфі (Норман Рідус) Макмануси – слухають проповідь, під час якої згадується про Кітті Дженовезе, жінку вбиту в реальному житті на очах у сусідки. Є момент, коли священик наголошує, що потрібно остерігатися не тільки зла, а й «байдужості добрих людей», брати покидають церкву.
Під час святкування дня святого Патрика до пабу, в якому відпочивають брати, навідуються росіяни, які заявляють, що хочуть закрити заклад. Брати вступають у суперечку з ними та б'ються. Наступного дня росіяни намагаються убити братів у їхньому домі. Вони затягують Мерфі в провулок, але Коннор кидає з даху унітаз, а тоді й сам стрибає на бандитів і вбиває їх.
Через вбивства членів російської мафії до розслідування долучається ФБР, а саме агент Пол Смекер (Вільям Дефо). Він доходить висновку, що вбивства не були ретельно спланованими, а радше були скоєні для самозахисту. Брати приходять у поліцію та розказують про бійку в барі і про напад у квартирі. Смекер вірить їм і навіть дозволяє переночувати в камері, аби уникнути контакту з пресою. Саме в камері до братів приходить видіння про те, що Бог доручає їм знищити все зло для процвітання добра.

Коннор, використовуючи знання російської мови, з'ясовує місце зустрічі російської мафії. Вони проникають в кімнату готелю та вбивають спершу всіх помічників боса, а опісля читають молитву і йому, Юрію Петрову:
|  | Дозволь нам пасти стадо твоє, Господи, в ім'я Твоє, Від десниці Твоєї зійшла сила. Ноги несуть нас швидше вітру, Якщо ти покличеш нас, Ріка життя розіллється біля трону твого, І ми наповнимо води душами. В ім'я отця, і сина, і святого духа. |

Після молитви брати вбивають Петрова, вистріливши йому в потилицю. У місцях виходу куль вони поклали по монеті. У цей час в кімнату заходить «Веселун» Делла Рокко, якого прислав глава італійської мафії «Папа Джо» для вбивства росіян. Брати відкривають йому своє обличчя та плани.
Агент Смекер знову прибуває на місце вбивства. Факт, що всі убиті — з російської банди, приводить Смекера до теорії, що розправа стала результатом ворожнечі між російською та італійською мафіями.
Брати намагаються переконати Рокко в тому, що його хотіли підставити та позбутися, оскільки послали до готелю з шестизарядним револьвером, хоча членів російської мафії було більше. Рокко поступово це усвідомлює, особливо після того, як у барі два італійські мафіозі натякають йому про це. Він їх вбиває. Бажаючи помститися колишньому шефу, він допомагає вбити Вінченцо Ліпацці, одного з помічників «Папи Джо». Однак під час вбивства загинуло двоє вуличних бандитів, не пов'язаних з російською чи італійською мафією, що розбиває теорію Смекера про війни мафій.
Коли Смекер і його команда досліджують сцену вбивства Ліпацці, Смекера інформують про постріли, що пролунали раніше в той же день у забігайлівці. Однак він не може зв'язати той інцидент з цим, у стрип-клубі, тому що в забігайлівці використовувалася інша зброя. Рокко використав у забігайлівці шестизарядний пістолет, у той час як в стрип-клубі стріляли з пістолетів з глушниками. Смекер вважає, що перестрілки дійсно пов'язані, але оскільки немає жодного свідка, який би йому міг допомогти, він змушений шукати далі.
Рокко наполягає, щоб він і брати вбили кілера, з яким Рокко працював у минулому. За словами Рокко, цей чоловік убив цілу родину, ще й спалив їх останки у сміттєвому баку. Вони прямують до дому кілера і вбивають усіх людей, які були у нього в гостях. Після рукопашної боротьби Рокко вбиває кілера більярдною кулею. Коли вони виходять з дому кілера через парадні двері, їх зустрічає Дуче, після чого знов розпочинається стрілянина. Рокко відстрілили палець, а кожен із братів отримує серйозні, але не смертельні вогнепальні поранення, які вони припікають гарячою праскою.
Коли на місце злочину приїздить поліція, Смекер випадково знаходить палець і потайки забирає його, щоб провести своє власне розслідування. Дізнавшись, що він належить Рокко, якого він бачив раніше, Смекер починає здогадуватися, хто вчинив усі вбивства. Його симпатія до братів конфліктує з професійним бажанням віддати їх під суд. Смекер іде в бар для гомосексуалів, де напивається. Після цього він заходить у найближчу католицьку церкву за порадою. Оплакуючи у сповіді недосконалість судової системи, яка не в змозі покарати поганих людей, і свою невизначеність стосовно дій братів МакМанус, Смекер не помічає, що Рокко, який прийшов до церкви за ним, силою змушує священика відповідати так, щоб зберегти особистості «Святих з нетрів» у таємниці. Коннор побачивши, як Рокко заходить за священиком до сповідальні, заходить у сусідню кабінку і цілиться в голову Рокко. Рокко намагається пошепки пояснити все Коннору, все ще тримаючи зброю біля голови священика. Хоч-не-хоч священик каже Смекеру, що Святі діють як посланці Бога, і що «закони Божі вищі від законів людських». Натхненний порадою, Смекер вирішує допомагати братам.
Пізніше брати МакМанус зв'язуються зі Смекером по телефону і повідомляють йому, що вони разом з Рокко хочуть прибрати «Папу Джо» Яковетту цієї ж ночі. Все спочатку йде за планом: брати МакМанус і Рокко проникають у штаб Яковетти, щоб знищити мафіозну родину, але «Папа Джо» і його помічники, які прийшли захистити «Папу Джо» від нападу, виявляються спритнішими. «Папа Джо» вирішує стратити Рокко, щоб залякати братів. Брати звільняються від наручників та пробують допомогти Рокко, але запізно.
У цей час Смекер, замаскований під проститутку, відволікає інших бандитів. Він вбиває одного з бандитів, але його вирубує Дуче, який приймає Смекера за жінку. Коли брати промовляють сімейну молитву над тілом Рокко, приходить Дуче і крадеться позаду них.
Як тільки він чує, що вони читають сімейну молитву, і побачивши, що Рокко, для вбивства якого його найняли, вже мертвий, він опускає зброю та приєднується до них. Стає очевидно, що Дуче — це їх давно зниклий батько, оскільки брати раніше відмовлялися навчити Рокко молитві, тому що вона передавалася лише в їхній родині.

Три місяці по тому «Папа Джо» постає перед судом, і хоча, як здається, є достатньо доказів, щоб звинуватити його, репортери передбачають його виправдання через вплив на суд. Суд переривається насильницьким чином, коли Коннор, Мерфі і Дуче, за допомогою агента Смекера і кількох поліцейських, проникають до залу суду і виголошують промову:
|  | Тепер ви приймете нас. Ми прийшли не за бідними або голодними. Ми прийшли не за втомленими та хворими. Ми прийшли за продажними. Ваше зло пізнає силу нашої помсти. До останнього подиху ми будемо переслідувати їх. Кожен день ми будемо проливати їх кров, Поки вона не хлине дощем з небес. Не вбивай, не ґвалтуй, не кради; Ці принципи повинні дотримуватися людьми будь-якої віри. Це не ввічливі поради. Це основи поведінки, і ті з вас, хто нехтує ними, заплатять найвищу ціну. У зла багато проявів. Нехай ваші брудні вчинки не виходять за рамки справжнього зла, тому що там ми. Якщо це станеться, то якось ви обернетеся і побачите нас трьох, і в цей день ви будете пожинати те, що посіяли. І ми відправимо вас до будь-якого бога на ваш вибір. Дозволь нам пасти стадо твоє, Господи, в ім'я Твоє, Від десниці Твоєї зійшла сила. Ноги несуть нас швидше вітру, Якщо ти покличеш нас, Ріка життя розіллється біля трону твого, І ми наповнимо води душами. В ім'я отця, і сина, і святого духа. |

Після цього вони вбивають «Папу Джо» кількома пострілами (у тому числі і з дробовика) в потилицю. ЗМІ обговорює цих трьох «Святих», і кіно закінчується різними інтерв'ю з людьми на вулиці, де жителі Бостона розмірковують над питанням: «Святі — це, врешті-решт, добро чи зло?»

## Персонажі

### Головні ролі
| Актор | Персонаж |
| ----- | --- |
|       | Агент ФБР Пол Смекер — професіонал у свої роботі, але неврівноважений гомосексуал, який займається розслідуванням вбивств, пов'язаних з братами МакМанус. |
|       | Коннор МакМанус — один з братів МакМанус, він має татуювання на лівій руці з написом «Veritas» («істина» на латині). Коннор більш розсудливий і раціональний на відміну від свого брата і часто вимагає ретельного планування їхніх завдань. Однак, він зазвичай наївно обґрунтовує свої плани на взірець класичних фільмів за участю таких героїв, як Джон Вейн, Клінт Іствуд, Чарльз Бронсон. |
|       | Мерфі МакМанус — один з братів МакМанус, він має татуювання на правій руці з написом «Aequitas» («справедливість» на латині). Мерфі дуже емоційний та запальний. |
|       | Девід «Веселун» Делла Рокко — друг братів МакМанус і колишній кур'єр мафії Дона «Папи Джо» Яковетти. |
|       | Ной МакМанус / Іль Дуче — кілер та батько братів МакМанус. Його витягає з в'язниці Яковетта, щоб той убив кур'єра Рокко. Після смерті Рокко приєднується до братів МакМанус. |

### Другорядні ролі
| - Девід Феррі — детектив Доллі - Брайан Магоні — детектив Даффі - Боб Марлі — детектив Грінлі - Річард Фіцпатрик — шеф поліції - Вільям Янг — монсеньйор - Роберт Пембертон — Маклпенні - Білл Крейг — МакГеркін - Дот-Марі Джонс — Розенгуртл Баумгартенер — жінка, яку найняли на м'ясокомбінаті - Скотт Гріффіт — Іван Чеков - Лейтон Моррісон — Владді - Джеймс Бінклі — офіцер Ньюмен - Метью Чаффі — офіцер Чаффі - Роберт Ітон — офіцер Ленглі - Джерард Паркс — Док, власник ірландського пабу, хворий на синдром Туретта - Пітер Віндрем — репортер - Елізабет Браун — репортер - Джеффрі Р. Сміт — бармен | - Джонатан Гіґґінс — офіцер Майкл - Ентоні Крісостом — суддя - Карло Рота — Дон «Папа Джо» Яковетта, лідер мафії в Бостоні - Рон Джеремі — Вінченцо Ліпацці, права рука Яковетти - Том Барнетт — ірландський торговець зброєю - Глен Марк Сіло — Рубен - Лорен Піч — Донна - Джина Сорелл — Рейві - Серджіо Ді Озі — Олі - Анджело Туччі — Вінні - Джиммі Тінгл — священик - Дік Каллаган — Сал - Моріс Сантія — торговець наркотиками - Кармен Дістефано — Августус - Даррен Марсман — сутенер - Крістофер Флоктон — містер Кобб |

## Знімальна група
- Режисер: Трой Даффі
- Сценарист: Трой Даффі
- Продюсери: Кріс Брінкер, Елі Самаха, Ллойд Сеган, Роберт Н. Фрід
- Виконавчі продюсери: Ашок Амрітрадж, Дон Кармоді, Ендрю Стівенс
- Асоційований продюсер: Сара Каспер,
- Співпродюсери: Марк МакГаррі, Річард Дж. Зінмен
- Композитор: Джефф Денна
- Оператор: Адам Кейн
- Монтаж: Білл ДеРонде
- Звук: Браян Башам, Рон Бедросян, Стівен Борс, Гарі Коппола, Браян Діксон, Пол Дреннінг, Нерсес Гезалян, Стів Голленбек, Вільям Б. Джонстон, Джеррі Ленц, Кімарі Лонг, Гленн Т. Морган, Джеймс Моріана, Г'ю Мерфі, Крістофер O'Доннелл, Роберт Шерер
- Спецефекти: Тім Баррабалл, Майкл Кавана, Джон МакГілліврі, Том Тейлор, Деніель Вайт, Скайлер Вілсон, Дерек Ліскаумб
- Візуальні ефекти: Кріс Ервін, Тодд Холл, Джеймс Р. Керріган
- Підбір акторів: Лора Кеннеді, Кевін Феннессі, Тіна Герассі
- Художники-постановники: Роберт де Віко
- Артдиректор: Крейг Летроп
- Декоратор: Джойс Енн Гілстрап
- Гримери: Джеймс Д. Браун, Маріо Какіоппо, Елізабет Кекчіні, Анджела Грін, Мері Еллен Джеймс, Керол Пакрін, Лінда Стівз
- Художник по костюмах: Мері Е. МакЛеод[7]

## Історія створення

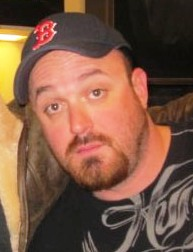
Трой Даффі, сценарист та режисер фільму «Святі з нетрів»

Написати сценарій Даффі наштовхнув особистий досвід, який він отримав під час проживання в Лос-Анджелесі (торговець наркотиками обкрадав труп неподалік від його дому). До цього часу Даффі ніколи не писав сценаріїв, працюючи викидайлом і барменом.
Восени 1996 року сценарій був завершений, і Даффі передав його продюсеру з New Line Cinema, щоб той, у свою чергу, узгодив його з головним редактором. З Даффі зв'язувалися продюсери з різних кіностудій для отримання прав на зйомку. У березні 1997 з ним підписала договір компанія Paramount Pictures за $ 500 000. І вже в кінці місяця Miramax Films отримала права на «Святих з нетрів». Студія запропонувала Даффі $ 450 000, щоб він став режисером фільму. Документальний фільм Overnight («Напередодні ввечері»), в якому розповідається історія створення фільму, розповідає, що сценарій коштував $ 300 000. Знімання фільму було заплановано на початок осені 1997 року  в Бостоні.
На роль братів планувалися такі актори, як Стівен Дорфф і Марк Волберг, але Волберг пішов зніматися у інший проєкт («Ночі в стилі бугі»). Режисер також дуже хотів зняти у фільмі Біллі Конноллі та Кеннета Брана, з Коноллі був укладений договір, проте Кеннет, який мав зіграти спеціального агента ФБР, відмовився від участі у фільмі. Також Даффі розглядав на роль головних героїв таких акторів, як Брендан Фрейзер, Нікі Катт і Юен Мак-Грегор. Режисер хотів запросити на роль агента ФБР Патріка Свейзі, але Miramax відмовила йому в цьому. До початку продюсерських робіт, які повинні були початися в грудні 1997 року, Miramax зупинила проєкт. Продюсер Ллойд Сеган сказав, що проєкт призупиняється через тривалий кастинг і проблеми з місцем зйомок.
Незалежна студія Franchise Pictures допомогла проєкту новими інвестиціями, як тільки всі інші нюанси були вирішенні. Даффі почав знімати фільм у Торонто, після того як знайшов спонсорів, фінальні ж сцени були відзняті в Бостоні.

## Саундтрек[10]
| #   | Назва                                                 | Тривалість |
| --- | ----------------------------------------------------- | ---------- |
| 1.  | «James Clarke — Stained Glass»                        | 1:45       |
| 2.  | «Jeff & Mychael Danna — The Blood of Cuchulainn»      | 4:07       |
| 3.  | «Greenburg feat. Harrell — Miss Mountain»             | 1:55       |
| 4.  | «Puccini — La Boheme»                                 | 4:51       |
| 5.  | «Ian Anderson — War Not War»                          | 3:56       |
| 6.  | «Gavin Griffiths — Terminal Velocity»                 | 3:01       |
| 7.  | «Glynn feat. Smith — Crystal Dancehall»               | 3:02       |
| 8.  | «Arel feat. Petit — Ahmedabab Theme»                  | 2:29       |
| 9.  | «Troy Duffy — Holy Fool»                              | 4:17       |
| 10. | «Tony Hallinan — Fallen Angel»                        | 1:03       |
| 11. | «Robert J. Walash — Tell Me»                          | 3:40       |
| 12. | «Stephen feat. Darren Loveday — Rock & Roll Wardrobe» | 1:44       |
| 13. | «Emery feat. Lyddon — White Rapids»                   | 2:27       |
| 14. | «Bach — Violin Concerto in e Major»                   | 2:41       |
| 15. | «Stephen feat. Darren Loveday — Rock Hard»            | 2:54       |
| 16. | «Stephen feat. Darren Loveday — Club Newburgh»        | 2:39       |
| 17. | «Ronin Hardiman — Danny Boy»                          | 2:49       |
| 18. | «BDSaint — Xology (mix)»                              | 4:03       |
| 19. | «BDSaint — Armageddon (mix)»                          | 3:12       |
| 20. | «Movie Cast — Courtroom Speech and the Final»         | 1:27       |

## Показ
Кошторис фільму становив 6 000 000 $, проте Святі з нетрів були показані лише у п'ятьох кінотеатрах Сполучених Штатів Америки протягом тижня в 1999 році і зібрали, лише, 30 471 $. Однак, не оцінена версія фільму пізніше повторно вийшла в кінозалах 22 травня 2006 року. Святі з нетрів отримали статус культового для глядачів після випуску на DVD, що допомогло його творцям заробити більше 50 000 000 $.

### DVD і Blu-ray диски
Фільм Святі з нетрів виходив декілька разів на DVD, чим і компенсував обмежений показ у кінотеатрах. 13 березня 2001 року вийшла повна японська версія фільму завдяки кінокомпанії Toshiba Entertaiment, яка включала широкоформатну версію, аудіо коментарі, трейлери та інтерв'ю з японськими репортерами. 23 травня 2006 було опубліковано колекційне видання фільму компанією 20th Century Fox на DVD, а також UMD для PlayStation Portable. Видання Blu-ray містить і театральну, і повну режисерську версію, які вийшли 10 лютого 2009 року. 14 червня 2011 на 10-річчя фільму було проведено повторне видання фільму на Blu-ray.

## Критика
Фільм, переважно, отримав негативні відгуки від критиків. На сайті Rotten Tomatoes Святі з нетрів отримали 20 % від критиків, тим не менше користувачі дали оцінку 91 %. Фільм також отримав 44 бали зі 100 на сайті Metacritic.

### Відгуки в ЗМІ
Boston Globe (75/100)
Даффі балансує на закручених суперечностях між релігійною вірою та збудженням від вбивства, альтруїзмом і жорстокістю, з геніальним змішуванням гумору, жаху, містики, і простої гри на популярності.

Джоан АндерманОригінальний текст (англ.)
Duffy navigates the twisted collision of religious faith and the thrill of the kill, altruism and brutality, with an ingenious mix of humor, horror, mysticism, and just plain hipness.

Joan Anderman
L. A. Weekly (50/100)
Даффі зібрав прекрасну команду акторів — важко відірвати очі від цих двох молодиків — але не дав їм до роботи нічого іншого, крім натискання на спусковий гачок і нагромадження банальностей.

Манола ДаргісОригінальний текст (англ.)
Duffy's assembled a fine cast -- it's hard to take your eyes off the two young leads -- but he's given them little to do but squeeze triggers and mouth platitudes. 

Manohla Dargis
The A.V. Club (30/100)
Будучи написаним і зрежисерованим новоприбульцем Троєм Даффі, фільм «Бундокські святі» представляє багато стилю і жодного змісту, фільм настільки забавляється своїм «святом справедливості», що навіть доходить, чи радше підноситься до пародії на самого себе.

Натан РабінОригінальний текст (англ.)
As written and directed by newcomer Troy Duffy, The Boondock Saints is all style and no substance, a film so gleeful in its endorsement of vigilante justice that it almost veers (or ascends) into self-parody. 

Nathan Rabin

### Критика від сайтуRotten Tomatoes[13]
Незрілий, бридкий фільм, який являє собою жалюгідну подобу Тарантіно.Оригінальний текст (англ.)
 A juvenile, ugly movie that represents the worst tendencies of directors channeling Tarantino. 

## Сиквел
Після багаторазових затримок і відкладань у довгий ящик, режисер Трой Даффі зняв продовження фільму Святі з нетрів, під назвою Святі з нетрів 2: День всіх святих, в якому ірландські ангели повертаються до своєї роботи, а саме — до помсти і полювання на зло. Він вийшов 30 жовтня 2009 року.

Як повідомляє Flickering Myth, Трой Даффі вже написав сценарій до третьої частини «Святих з нетрів», робоча назва якої «Святі з нетрів: Легіон». Сюжет третьої частини продовжить історію братів МакМанус, які знаходяться у в'язниці.
|  | Я прошу вибачення за те, що фанатам довелося так довго чекати, — заявив Даффі. — Затримка була викликана тим, що я хотів довести сценарій до ідеалу |

## Комікси на тему «Святих з нетрів»
Комікси про «святих» складаються з двох частин і є путівником до другої частини фільму. Вони були видані у травні 2010 року. Сценарій до них був написаний безпосередньо самим Троєм Даффі. Основна сюжетна лінія у коміксах розкриває історію Іль Дуче. До цієї книги була додана міні-книжка, представлена на офіційному сайті фільму Святі з нетрів, і в якій розповідається невелика історія, яка сталася перед сценою в стрип-клубі з першої частині фільму. Інша історія розповідає про те, як брати проводять час у в'язниці Хоаг після подій другої частини фільму День всіх святих.

## Цікаві факти
- Знімання фільму тривало 32 дні.
- Гігантське дерев'яне розп'яття у початковій сцені насправді було зроблене з пінопласту, а потім замальоване під колір дерева.
- Назва фільму ідентична назві групи Трой Даффі (сценарист і режисер).
- Троя Даффі і практично весь склад його групи можна побачити в сцені в ірландському пабі.
- Протягом фільму слово «fuck» вимовляється 246 разів.
- Під час перестрілки з братами Іль Дуче використовує шість пістолетів: перші два — Beretta 92S та 80 series Springfield 1911, револьвери — Smith & Wesson .357 Magnum, останні два — Para Ordnance P-10 і Smith & Wesson 5906.
- Спочатку Анабелла МакМанус (мати братів) повинна була бути присутньою у фільмі, але всі сцени з її участю були видалені.
- Іль Дуче повинен був називатися Даркмен.
- Церква, де Коннор і Мерфі присутні на літургії, — не католицька, а протестантська церква. Жодна з католицьких церков, до яких зверталися творці, через сюжет фільму не дала дозволу на знімання усередині будівлі.
- Реліз фільму був істотно затриманий через бійню у школі «Колумбайн».
- На 34 хвилині фільму у продавця зброї можна побачити на стіні з правого боку СВД.
- Тюремний номер Іль Дуче (6570534) — це старий телефонний номер Троя Даффі.
- Брати МакМанус використовують пістолети марки «Beretta 92 FS» з глушниками.

## Відсилання
- Самотній рейнджер (1938) — «Ти був, як Самотній рейнджер, чувак».
- Святий в Нью-Йорку (1938) — брати отримали прізвиська «святі», через боротьбу зі злочинністю, так само, як Саймон Темплар у фільмі Святий в Нью-Йорку отримав прізвисько «святий», через його боротьбу зі злочинністю та корумпованими чиновниками.
- Зоряний шлях (телесеріал, 1966).
- Хрещений батько (1972) — Коннор каже Рокко, що він не Дон Корлеоне.
- Товстун Альберт і діти Косбі (телесеріал, 1972).
- Зоряні війни. Епізод V. Імперія завдає удару у відповідь (1980) — коли брати вийшли із СІЗО, після інциденту в провулку, один із детективів пропонує їм каву і каже: «Для нас було б честю, якби ви приєднались до нас».
- Полтергейст (1982) — «Цей будинок чистий».
- Рембо: Перша кров (1982) — купуючи зброю, Мерфі бере точну копію ножа Джона Рембо і каже, що це — ніж Рембо.
- Назад у майбутнє (1985).
- Взвод (1986) — Смекер (Вільям Дефо) стає на коліна і простягає руки вгору на фоні неба, так само, як його персонаж у фільмі Взвод, перш ніж він був застрелений.
- Славні хлопці (1990) — «Вони знають, що ми зараз, як Славні хлопці».
- Сам удома (1990).
- Джон Ф. Кеннеді. Постріли в Далласі (1991).
- Скажені пси (1992).
- Аладдін (мультфільм, 1992) — одне з кодових імен Рокко — Джафар.
- Кримінальне чтиво (1994).
- Вайетт Ерп (1994) — Рокко кричить Вайетт Фак Ерп, після вбивства двох чоловіків в стрип-клубі.
- Природжені вбивці (1994).
- Леон (1994) — По-перше, коли Смекер ставить на портативному програвачі компакт-диск під час роботи. Пізніше, коли брати кажуть «Ні жінок, ні дітей!».
- Ворон: Місто янголів (1996) — стиль вбивства Немо і Рокко є однаковим.
- Брати Блюз 2000 (1998).
- Врятувати рядового Раяна (1998) — Рокко, який шукає свій відстрелений палець.
- Детоксикація (2002).
- Проклятий шлях (2002).
- Володар перснів: Дві вежі (2002).
- Напередодні ввечері (2003) — документальний фільм про створення Святих з нетрів.
- V означає Вендетта (2005).
- Дуже епічне кіно (2007) — альбінос цитує Святих з нетрів.
- Пристрель їх (2007) — геві-метал клуб в цьому фільмі має назву «Сін Бін», таку саму як стрип-клуб, де брати МакМанус і Рокко вбили Вінченцо.
- 1 епізод 7 сезону серіалу Офіс (2010) — Люк називає фільми Громадянин Кейн і Святі з нетрів його улюбленими[18].

## Кіноляпи
- На початку фільму в церкві крайні ряди обабіч проходу зайняті людьми. Наступний кадр — людей на цих самих лавах удвічі менше.
- Інспектор каже, що росіяни використовували патрони калібру .50 AE, але у фільмі неодноразово показували їхні Desert Eagle, які мають калібр Magnum .357.
- В ході розслідування встановлено, що у вбитого в провулку мафіозі є слід на спині. Але в дійсності ніхто по ньому не ходив.
- Коли Коннор розмовляє по телефону в будівлі поліції, він записує адресу, перш ніж її було вимовлено.
- Мотузка, на якій брати спустилися з вентиляційної шахти, витримала їхню вагу, але Мерфі легко знімає її перед виходом з кімнати, причому навіть не струшуючи.
- Потрібно бути як мінімум йогом, щоб не моргнути, коли вам кладуть монети на очі, а ви в цей час прикидаєтесь трупом, тому всі пенні на очах акторів ворушилися.
- Бос російської мафії був застрелений в потилицю. Куля, мабуть, не змогла пролетіти крізь череп Юрія Петрова і залишилася десь всередині, адже ніщо не завадило Коннору покласти монети на його очі.
- Коли Рокко заходить в номер з «відповідальним завданням», а ірландці вирішують над ним «пожартувати», під час всього «жарту» він лежить головою в калюжі крові, а коли встає, виявляється майже в метрі від неї.
- Випадково вбитий кіт — фікція. Щоб пістолет вистрілив потрібно було звести курок, проте ми бачимо, що у «Беретти» курок не зведений, і навіть гільза не вилетіла.
- Після того, як брати виходять з будівлі, де вони вбили кілера, вони бачать Дуче. Після чого показують великим планом його ноги, і помітно, що колесо машини без ковпака. У наступній сцені вже ковпаки на місці[19].